# Мельхов
Мельхов (нем. Melchow) — община в Германии, районный центр, расположен в земле Бранденбург.
Входит в состав района Барним. Подчиняется управлению Бизенталь-Барним.  Население составляет 899 человек (на 31 декабря 2010 года). Занимает площадь 51,56 км².
Коммуна подразделяется на 2 сельских округа.
| Год  | Население |
| ---- | --------- |
| 2005 | 1073      |
| 2010 | 896       |